# Бобринский, Владимир Алексеевич (1824)
Граф Влади́мир Алексе́евич Бо́бринский (2 (14) октября 1824, Санкт-Петербург — 22 мая (3 июня) 1898, Смела) — крупный сахарозаводчик из рода Бобринских, генерал-лейтенант (30.08.1881). Министр путей сообщения Российской империи в 1869—1871 годах. Правнук Екатерины II и Григория Григорьевича Орлова.

## Биография
Младший сын шталмейстера графа Алексея Алексеевича Бобринского (1800—1868) от брака с графиней Софьей Александровной Самойловой (1797—1866). Родился в Петербурге и был крещен в Исаакиевском соборе 14 декабря 1824 года, крестник графа Н. А. Самойлова и статской советницы Е. Н. Донец-Захаржевской.
Владел вместе с братьями неразделёнными имениями в Киевской, Курской, Орловской, Симбирской, Тульской губерниях. В 1846 году окончил кандидатом права юридический факультет Санкт-Петербургского университета.
23 мая (4 июня) 1846 поступил на службу в Санкт-Петербургское губернское правление в чине коллежского секретаря.
14 (26) февраля 1847 утверждён на должность секретаря 1-го отделения губернского правления.
3 (15) августа 1848 — титулярный советник.
9 (21) июня 1849 назначен чиновником особых поручений при петербургском губернаторе.
С 23 августа (4 сентября) 1850 — камер-юнкер двора Его императорского величества.
30 января (11 февраля) 1851 переведён в штат канцелярии киевского гражданского губернатора.
16 (28) мая 1853 избран кандидатом на должность предводителя дворянства Черкасского уезда Киевской губернии. 22 августа (3 сентября) 1853 утверждён на должность с увольнением из штата канцелярии киевского гражданского губернатора, 25 марта (6 апреля) 1854 уволен с должности предводителя дворянства.
С 24 апреля (6 мая) 1854 — унтер-офицер Гусарского генерал-фельдмаршала князя Варшавского графа Паскевича-Эриванского полка.
С 25 мая (6 июня) 1854 — бессменный ординарец при главнокомандующем действующей армией генерал-фельдмаршале И. Ф. Паскевиче. Участвовал в военных действиях на Дунае, в Крыму, в осаде турецкой крепости Силистрии, сопровождал князя в Молдавию.
С 30 мая (11 июня) 1854 — корнет.
С 28 июня (10 июля) 1854 — ординарец командующего, генерала от инфантерии князя М. Д. Горчакова. Участвовал в Крымской войне.
24 апреля (6 мая) 1855 произведён во флигель-адъютанты императора с переводом в лейб-гусарский императорский полк.
С 12 (24) августа 1855 — поручик.
С 12 (24) ноября 1855 по 10 (22) апреля 1856 находился в Киевской губернии для наблюдения за набором рекрутов.
С 14 (26) августа 1856 по 24 сентября (6 октября) 1856 находился в Москве в составе императорской свиты на коронации Александра II.
С 6 (18) декабря 1856 — штабс-ротмистр.
С 21 апреля (3 мая) 1857 по 21 июня (3 июля) 1857 расследовал беспорядки между студентами университета и офицерами.
С 3 (15) января 1858 по 10 (22) января 1858 находился в Псковской и Витебской губерниях с целью поимки и возвращения беглых крестьян со строительства Санкт-Петербургско-Варшавской железной дороги.
13 (25) ноября 1858 откомандирован во Владимирскую губернию для расследования дела о притеснении крестьян предводителем дворянства Задаево-Кошанским.
С 12 (24) апреля 1859 — ротмистр.
С 3 (15) марта 1861 по 3 (15) июля 1861 занимался крестьянскими делами в Тульской губернии. 
С 30 августа (11 сентября) 1861 — полковник.
В 1863 году откомандирован в Вильно для руководства управления линией железной дороги от Вильно до границы Королевства Польского и для её обороны от повстанцев.
Указом Александра II от 17 (29) апреля 1863 назначен исполняющим должность гродненского военного губернатора гражданского губернатора. 4 (16) мая 1863 получил звание генерал-майора и назначен в свиту императора. Указом Александра II от 21 июля (2 августа) 1863, по собственному прошению, уволен с сохранением придворного звания.
В 1868 году по личному поручению императора Александра II проводил ревизию Николаевской и Московско-Курской железных дорог. По окончании ревизии и пресечении выявленных им злоупотреблений 4 (16) июня 1868 назначен товарищем министра путей сообщения (при министре П. П. Мельникове) и членом совета Министерства путей сообщения. С требованием реконструкции (с целью увеличения грузооборота хлеба) Московско-Рязанской, Рязано-Козловской и Орлово-Витебской железных дорог (с ассигнованием 9 млн рублей) выступил против действий министра П. П. Мельникова.
С 20 апреля (2 мая) 1869 исполнял должность министра с правом присутствия в Государственном совете. Поддерживал железнодорожную политику министра финансов М. Х. Рейтерна. В бытность управления им министерством усиленно строились железные дороги концессионным способом (разрешено к постройке 4 700 вёрст рельсовых путей)
Активно занимался преобразованием центральных учреждений министерства на отраслевых началах, предлагал сосредоточить решение технических и финансовых вопросов в Управлении железных дорог и Управлении шоссейных и водных сообщений. Предложил создать Совещательный комитет и Совет министерства. Было принято Временное положение 1870 года, регламентирующее деятельность всех структур министерства.
Внёс предложения по реорганизации округов путей сообщения. В 1869 году был созван Первый съезд представителей железнодорожных предприятий. Считая казённую эксплуатацию железных дорог низкодоходной, отстаивал передачу казённых железных дорог в руки частных компаний (за 1870—1871 годы передано 1 819 вёрст); в результате его действий задолженность частных компаний государственной казне в конце 1871 года составила 174 млн рублей. Неудачно пытался создать сеть узкоколейных железных дорог. 2 (14) сентября 1871 был уволен по болезни без сохранения членства в Государственном совете.
После отставки с поста Бобринский жил в Киеве и местечке Смела Черкасского уезда Киевской губернии, где занимался сельскохозяйственной деятельностью и ведением в обширных размерах сахарного дела, широко поставленного его отцом. Скончался на 74-м году жизни в Смеле.

## Семья
В Туле в 1861 году встретил Марию Гаврииловну Брежневу, дочку венёвского купца Гавриила Брежнева, с которой прожил в браке всего 3 года. У них было двое детей: Емельян и Пётр. Известно, что Мария после развода вернула фамилию своего отца, а также записала детей под этой фамилией. 
Емельян стал заниматься земледелием в Рязанской губернии, а Пётр женился на Евдокии Савельевой из уездного города Епифань (Тульская область). В браке у них родилось четыре ребёнка (Александра, Михаил, Варвара и Мария).

## Награды
- Орден Святой Анны 4-й степени с надписью «За храбрость» (17.04.1855)
- Орден Святого Владимира 3-й степени (31.03.1868)
- Орден Святой Анны 1-й степени (30.08.1886)
- Серебряная медаль в память коронации императора Александра ІІ (1856)

Иностранные:
- Ольденбургский орден Заслуг герцога Петра-Фридриха-Людвига, командорский крест 2-й степени (1865)